# Арриета, Ровена Санчес
Ровена Санчес Арриета (р. 1962) — филиппинская пианистка. Выпускница Московской государственной консерватории имени П. И. Чайковского.

## Биография
Ровена Санчес Арриета родилась в 1962 году многодетной семье из пяти братьев и сестер. Ее старшая сестра работала преподавателем музыки и заставила Ровена играть на пианино. В возрасте двух лет Ровена играла на пианино, в четыре года - научилась читать, а к пяти годам написала первую музыкальную композицию. Училась в музыкальном колледже Филиппинского женского университета. Ее наставниками были Леонила Челино, Рейнальдо Рейеса и Карменсита Арамбуло. Участвую в конкурсах, Ровенана в 1976 году заняла первое место на Национальном конкурсе молодых исполнителей Филиппин. В 1978 году окончила Филиппинскую Высшую школу искусств.
В 1982 году, в 19 лет Арриета заняла пятое место в игре на фортепиано и звание лауреата на VII Международном конкурсе пианистов им. П. И. Чайковского в Москве и специальную премию - «самый молодой и самый многообещающий участник» среди 82 пианистов, участвующих в конкурсе. Она является первым и единственным Филиппинцем, достигшим этой чести. Первая премия на этом конкурсе не была присуждена. Впоследствии, в 1986 году, она получила 1-й приз на Международном конкурсе пианистов в Валенсии Итурби в Испании, а в 1986 году 1-ю премию на Международном конкурсе Фринна Альвербуха в Нью-Йорке.
На конкурсе Чайковского Ровена встретилась с американским пианистом Ваном Клиберном и тот посоветовал ей поступить учиться в Московскую консерваторию
В 1979 году Ровена Санчес Арриета поступила и в 1985 году окончила Московскую государственную консерваторию имени П. И. Чайковского, получила степень магистра. Во время учебы в Москве она получила ученую степень по педагогике русского языка, которая позволила ей преподавать язык. Впоследствии Ровена работала в Музыкальной школе Манхэттена (США), выступала с концертами.
В газете The New York Times ее игра была описана, как "воспалённая, демонической интенсивности" и как "нежное, возвышенное самосозерцание".  Ровена выступала с концертами в разных городах бывшего Советского Союза, во Франции, Испании, Германии, Италии, Австралии, Гонконге, США и у себя на родине, в Филиппинах..
Ровена Санчес Арриета в разное время выступала солисткой Большого симфонического оркестра Всесоюзного радио и Центрального телевидения, с оркестром радио и телевидения Испании, с симфоническим оркестром Валенсии, с филармоническим оркестром Манхэттена, симфоническим оркестром штата Калифорния, Чикагским симфоническим оркестром и филармоническим оркестром Филиппин.

## Награды
Ровена Санчес Арриета награждена призами и наградами: "Десять выдающихся женщин" (Филиппины, 1989), президентская премия (Филиппины, 1978-1979), вторая премия "композитор-лирик" 1979 года — на фестивале популярной музыки (Филиппины).